# 朱昌
朱昌（1556年—？年），道光《富順縣志》作朱菖，字泰甫，號夢環，四川敘州府富順縣人，民籍。

## 生平
六月初二日生，行二，治《詩經》，由國子生中式萬曆元年（1573年）癸酉科四川鄉試四十四名舉人，十一年（1583年）癸未科會試三百三十七名，未廷試，年二十五歲中式萬曆十四年（1586年）丙戌科會試第三甲第一百八十八名進士。通政司觀政。十五年二月授中書舍人，二十年升户部員外郎，二十一年京察浮躁，二十二年降任湖廣常德府桃源縣縣丞。丁憂歸，二十五年補漢川縣，二十六年升陝西膚施縣知縣，三十三年升西安府同知，三十四年官延安府知府，三十八年二月升雲南副使，四十一年三月升任陝西苑馬寺卿。

## 家族
曾祖父朱懋，舉人；祖父朱紀，生員；父朱望之，封中書舍人；母韓氏，嚴侍下。妻周氏；方氏，兄朱禮；朱祚；朱禎；朱蓉；朱葵（俱生員），弟朱芹（生員）；朱芴；朱芬；朱藿；朱藻；朱苪；朱荃；朱薦；朱芃；朱英，子朱志舜；朱志禹；朱志文；朱志武。